# Голицын, Дмитрий Николаевич (1787)
Князь Дмитрий Николаевич Голицын (1787, Санкт-Петербург — 1812, Владимир) —  камер-юнкер и действительный камергер. Участник Бородинского сражения 1812 года.

## Биография
Представитель старинного дворянского рода Голицыных. Сын князя Николай Алексеевич Голицына (1751—1809) от его брака с двоюродной сестрой Марией Адамовной Олсуфьевой (1758—1820). Старший брат М. Н. Голицына. По отцу внук сенатора князя А. Д. Голицына; по матери — кабинет-секретаря А. В. Олсуфьева. Родился 26 февраля (9 марта) 1787 года в Санкт-Петербурге, 
крещён 17 марта 1787 года в Исаакиевском соборе. Получил домашнее воспитание.
Службу начал в московском архиве Министерства юстиции. Вскоре император Александр I пожаловал его в камер-юнкеры. В 1805 году Дмитрий Николаевич был пожалован действительным камергером и включён в состав делегации под руководством графа Ю. А. Головкина, отправленной в Китай для укрепления дружественных отношений. Делегация вернулась в Россию в 1806 году. Д. Н. Голицын перешёл в военную службу, поступил в Нарвский драгунский полк в чине капитана, служил на Кавказе. С началом Наполеоновских войн, участвовал в кампаниях 1805-1807 годов. В чине майора был назначен адъютантом главнокомандующего генерал-фельдмаршала графа И. В. Гудовича, который с августа 1809 по май 1812 года был генерал-губернатором Москвы.
После отставки Гудовича Высочайшим приказом от июля 1812 года Д. Голицын был определён в чине майора в Ахтырский гусарский полк.
Участник Отечественной войны 1812 года. В составе Ахтырского гусарского полка принимал участие в Бородинском сражение. Ахтырский полк сражался у Багратионовых флешей и у Семёновского оврага. Несколько раз ахтырцы ходили в атаки, при этом несли большие потери; 26 августа Д. Н. Голицын был тяжело ранен осколком гранаты. Раненого вынесли с поля боя и оказали первую помощь в полевом лазарете, затем отправили в родительский дом. Родители решили перевезти раненого героя Бородина из Москвы в Нижний Новгород, но на половине дороги, во Владимире 22 сентября (4 октября) 1812 года он скончался и был похоронен возле алтаря Вознесенской церкви. В память об умершем сыне родители украсили Вознесенский храм иконостасом.
В 2004 году при проведении технических работ на территории Вознесенской церкви была обнаружена его могила. Владимиро-Суздальский музей-заповедник предоставил для экспонирования три отреставрированных предмета из захоронения князя — оклад именной иконы «Святитель Димитрий Ростовский в молении перед образом Ватопедской Божией Матери» и эполеты.
Единственный сохранившийся портрет князя Дмитрия Николаевича (А. Молинари. Портрет князя Дмитрия Николаевича Голицына. Начало XIX века. Бумага, соус, мел, акварель. Музей-усадьба «Архангельское») находится в Архангельском — имении, до 1810 года принадлежавшем семье Голицыных.

## Память
- Память героев Бородинского сражения увековечена. Имена убитых и раненых были начертаны на стенах храма Христа Спасителя в Москве, снесённом в 1931 году. Эти имена можно прочесть и сейчас — на стенах восстановленного храма. Среди этих имён — имя Д. Н. Голицына.
- В 2019 году в Музее-заповеднике «Бородинское поле» прошла выставка «Герой Бородина — князь Дмитрий Николаевич Голицын».